# I Wanna Be Your Man
I Wanna Be Your Man (englisch für „Ich will dein Mann sein“) ist ein Lied, das 1963 von den britischen Bands The Rolling Stones und The Beatles in unterschiedlichen Versionen aufgenommen und veröffentlicht wurde. Das Lied stammt zum Großteil aus der Feder von Paul McCartney, steht aber unter dem Copyright Lennon/McCartney. Zuerst wurde die Rolling-Stones-Version als Single veröffentlicht; sie führte zum ersten Charterfolg der Rolling Stones. Danach erschien die Beatles-Version auf dem zweiten Beatles-Album With the Beatles, auf dem sie den einzigen Beitrag des Schlagzeugers Ringo Starr als Leadsänger darstellt.

## Hintergrund
Paul McCartney komponierte I Wanna Be Your Man speziell für Ringo Starr. Er hielt das Lied bewusst einfach, damit der gesanglich weniger talentierte Starr es singen konnte, während er Schlagzeug spielt. Stilistisch lehnte sich McCartney an das Lied Boys der Shirelles an, das Starr auf dem ersten Album der Beatles Please Please Me interpretiert hatte.
Als John Lennon und Paul McCartney am 10. September 1963 in London unterwegs waren, trafen sie zufällig Mick Jagger und Keith Richards. Jagger berichtete ihnen, dass sie gerade im Studio seien und weiteres Liedmaterial benötigen. McCartney bot ihnen daraufhin I Wanna Be Your Man an, das allerdings zu diesem Zeitpunkt noch nicht fertig komponiert war, aber bereits für das Album With the Beatles, aber nicht als Single vorgesehen war. Er und Lennon zogen sich daher in eine Ecke zurück und komponierten das Lied im Angesicht der beeindruckten Jagger und Richards zu Ende.
John Lennon schätzte I Wanna Be Your Man nicht hoch ein, er sagte 1980 dazu: „Es war ein Wegwerfartikel. Die einzigen beiden Versionen des Songs waren Ringo und die Rolling Stones. Das zeigt, wie viel Wert wir darauf legen: Wir wollten ihnen nichts Großartiges geben, oder?“
I Wanna Be Your Man wurde nach der Veröffentlichung auf With The Beatles viele Male live von den Beatles aufgeführt, es war der älteste Lennon/McCartney-Song, der bei ihrem letzten Konzert am 29. August 1966 im Candlestick Park in San Francisco aufgeführt wurde.

## Aufnahme
Obwohl das Lied relativ einfach gehalten ist, nahm die Aufnahme von I Wanna Be Your Man ungewöhnlich viel Zeit in Anspruch. Eine erste Fassung blieb unveröffentlicht; sie entstand in den Londoner Abbey Road Studios am 11. September 1963, nur einen Tag nachdem Paul McCartney das Lied den Rolling Stones angeboten hatte. Produzent war George Martin, assistiert von Toningenieur Norman Smith. Am 12. September nahm die Band sechs neue Takes auf. In Abwesenheit der urlaubenden Beatles nahm Martin per Overdub eine Orgel auf, weitere Overdubs folgten am 3. und 23. Oktober.
Die Abmischung des Song erfolgte am 23. Oktober 1963 in Mono und am 29. Oktober in Stereo.
Besetzung
- John Lennon: Rhythmusgitarre, Hintergrundgesang
- Paul McCartney: Bass, Hintergrundgesang
- George Harrison: Leadgitarre
- Ringo Starr: Schlagzeug, Maracas, Gesang
- George Martin: Hammondorgel

## Veröffentlichungen

### The Rolling Stones
Die Rolling Stones veröffentlichten ihre Aufnahme, die am 7. Oktober 1963 entstand, am 1. November 1963 (drei Wochen vor der Beatles-Version) ausschließlich als Single mit der B-Seite Stoned. Ihre Fassung erreichte Platz 12 der britischen Singlecharts. In späteren Jahren erschien es auf mehreren Kompilationsalben der Band. In den USA wurde der Song im Februar 1964 zunächst mit Stoned auf der B-Seite ohne Erfolg veröffentlicht und bald darauf, am 6. März 1964, als B-Seite mit Not Fade Away als A-Seite, wiederveröffentlicht.
Besetzung
- Mick Jagger – Gesang
- Brian Jones – Hintergrundgesang, Lead-Slide-Gitarre
- Keith Richards – Rhythmusgitarre
- Bill Wyman – Bass
- Charlie Watts – Schlagzeug

Am 25. November 2012 eröffneten die Rolling Stones ihre Tour 50 & Counting, auf der sie ihr 50-jähriges Bühnenjubiläum begingen, mit I Wanna Be Your Man.

### The Beatles
- Am 12. November 1963 erschien in Deutschland das erste Beatles-Album With the Beatles, auf dem I Wanna Be Your Man enthalten ist. In Großbritannien wurde das Album am 22. November 1963 veröffentlicht, dort war es das zweite Beatles-Album. In den USA wurde I Wanna Be Your Man auf dem dortigen zweiten Album Meet the Beatles! am 20. Januar 1964 veröffentlicht.
- Am 7. Juni 1976 wurde das Kompilationsalbum Rock ’n’ Roll Music veröffentlicht, George Martin mischte einige der Lieder des Albums neu ab, so auch I Wanna Be Your Man.
- Eine Version, die die Band am 28. Februar 1964 für die BBC-Show From Us To You aufnahm, erschien am 28. November 1994 auf dem Album Live at the BBC. Eine weitere Aufnahme vom 7. Januar 1964 für die BBC-Show Saturday Club blieb unveröffentlicht.
- Am 19. April 1964 spielten die Beatles I Wanna Be Your Man in der Fernsehshow Around The Beatles. Diese Aufnahme erschien am 20. November 1995 auf dem Album Anthology 1.

## Coverversionen
Es wurden über 70 Coverversionen von I Wanna Be Your Man veröffentlicht.
Unter anderem coverten Adam Faith und Suzi Quatro das Lied. Ringo Starr sang I Wanna Be Your Man auf vielen seiner Konzerte, und es erschien auf mehreren seiner Livealben. Paul McCartney veröffentlichte im November 1993 eine Soundcheck-Aufnahme von I Wanna Be Your Man auf seinem Album Paul Is Live. Auch Keith Richards hatte das Lied mit seiner Band X-Pensive Winos in sein Liverepertoire aufgenommen.